# Luther Campbell
Luther Roderick Campbell (Miami, 22 de dezembro de 1960), também conhecido como Luke Skyywalker, Uncle Luke e Luke, é um rapper, ator e diretor executivo norte-americano.